# Rossige franjehoed
De rossige franjehoed (Psathyrella twickelensis) is een schimmel behorend tot de familie Psathyrellaceae. Hij leeft saprotroof onder beuk en eik op zandige bodem. Hij komt niet voor op natte plaatsen.

## Kenmerken

### Uiterlijke kenmerken
De hoed is duidelijk gebocheld en heeft een diameter tot 35 mm.

### Microscopische kenmerken
De sporenmaat is (6,5—) 7—8 (—9) × 4—5 um. In water zijn ze donkerrood en in ammonia (10%) bruin. De pleurocystidia meten 35—55(—60) × 10—15 um. De cheilocystidia meten 30—50 × 9—12,5 um. De basidia zijn 4-sporig en meten 19—24 × 8—9 um.

## Verspreiding
In Nederland komt de rossige franjehoed zeldzaam voor. Hij staat op de rode lijst in de categorie 'Gevoelig'. Hij is o.a. bekend van oude beukenlaan en in tuin onder Eik (Quercus).